# 3982 Kastelʹ
3982 Kastelʹ è un asteroide della fascia principale. Scoperto nel 1984, presenta un'orbita caratterizzata da un semiasse maggiore pari a 2,2589022 UA e da un'eccentricità di 0,2185648, inclinata di 5,29998° rispetto all'eclittica.
L'asteroide è dedicato all'astronoma sovietica Galina Ričardovna Kastelʹ.